# Lorica (preghiera)
Una lorica è una preghiera tipica del cristianesimo celtico, e in particolare della tradizione monastica irlandese, recitata per richiedere protezione, in cui il fedele invoca il potere di Dio affinché lo preservi dal male nelle sue molte forme.

## Etimologia
La parola latina lōrīca indicava originariamente un'armatura degli antichi Romani (ve ne erano di diversi tipi, come la lorica hamata o la lorica segmentata). L'idea alla base dell'utilizzo di tale termine per indicare una preghiera di protezione è probabilmente derivata da un passaggio della Lettera agli Efesini, in cui Paolo di Tarso invita i suoi lettori a vestirsi della "corazza della giustizia". La parola greca qui tradotta come "corazza" è θώρακα (thoraca), derivante da θώραξ (thorax), che indica sia il torace che un tipo di corazza usata nell'antica Grecia, che nella Vulgata è reso per l'appunto con lorica.

## Invocazione
Similarmente ad una litania, nella lorica spesso si elencano i soggetti la cui protezione è richiesta. "Gabriele sia la mia corazza, Michele sia la mia cintura, Raffaele sia il mio scudo..."
Loriche famose includono la frase Rob tu mo bhoile, a Comdi cride, la cui traduzione in inglese be thou my vision ("Sii tu la mia visione") ha ispirato il testo per l'inno Be Thou My Vision, la Lorica di Laidcenn e la Lorica di Gildas.
Lo studioso della recente letteratura gaelica scozzese Ronald Black ha elogiato l'opera di poesia cristiana di Allan MacDonald Adhram Thu, Adhbhar Mo Bhith ("Ti adoro, o causa del mio essere") come "un potente inno del tipo della lorica di San Patrizio".

## Lorica di San Patrizio
La Lorica di San Patrizio recita:
Through a mighty strength, the invocation of the Trinity,

Through a belief in the Threeness,

Through confession of the Oneness

Attraverso una forza potente, l'invocazione della Trinità,

Attraverso la fede nella Trinità,

Attraverso la confessione dell'Unità

Del Creatore della creazione.»
Sebbene questa lorica sia attribuita a San Patrizio (vissuto nel V secolo), non se ne hanno tracce prima dell'VIII secolo, il che solleva la questione se fosse basata su un poema precedente risalente all'epoca di San Patrizio, o se fosse in realtà completamente sconosciuta al santo a cui è stata attribuita.

## Lorica di Furseo
La lorica di Furseo (anche noto come Fursa o San Fursa) risale all'inizio del VII secolo ed è una preghiera ancora oggi popolare in Irlanda. Il testo originale, in irlandese arcaico, è conservato presso la British Library e fu inizialmente tradotto dai redentoristi Francis Mullaghy e Richard Tobin per l'uso nel monastero di San Giuseppe di Dundalk, nella contea di Louth. Una più recente traduzione di questa lorica, di John Ó Ríordáin, inizia con questi versi:
The touch of the Holy Spirit upon my head,

The sign of Christ’s cross upon my forehead,

Il tocco dello Spirito Santo sul mio capo,

Il segno della croce di Cristo sulla mia fronte,

Il suono dello Spirito Santo nelle mie orecchie»

## Caim
Un caim è simile a una lorica, essendo un altro tipo di preghiera di protezione. La parola "caim" deriva forse dal gaelico scozzese, come riportato nei Carmina Gadelica, e significa "anello, curva, cerchio o santuario". Il dizionario di gaelico scozzese del lessicografo inglese Edward Dwelly riporta per la voce caim i significati "ansa, curva, cerchio, santuario, guardia, cerchio immaginario descritto con la mano intorno a sé da una persona in preda alla paura, al pericolo o all'angoscia".
I Carmina Gadelica non contengono rubriche liturgiche, né è descritta un'azione rituale che accompagni la preghiera. Tuttavia, secondo altre fonti durante la recitazione del caim va tracciato intorno a sé un cerchio invisibile con il dito indice mentre si gira su stessi.
Un caim presente nei Carmina Gadelica, per tradizione attribuita a San Colombano, è il seguente:
Be to me a guiding star above me,

Be to me a smooth path below me,

Be to me a kind shepherd behind me,

Sii per me una stella guida sopra di me,

Sii per me un sentiero agevole sotto di me,

Sii per me un pastore gentile dietro di me,

oggi, stanotte e per sempre.»